# إيمرسون لويز فيرمينو
إيمرسون لويز فيرمينو (بالبرتغالية: Émerson Luiz Firmino‏) (28 يوليو 1973 في كامبيناس في البرازيل – )؛ هو لاعب كرة قدم سابق كان يلعب كمهاجم.

## وصلات خارجية
- إيمرسون لويز فيرمينو على موقع اتحاد أوكرانيا (الإنجليزية)
- إيمرسون لويز فيرمينو على موقع رابطة كرة القدم اليابانية للمحترفين (اليابانية)
- إيمرسون لويز فيرمينو على موقع قاعدة بيانات كرة القدم.إي يو (الإنجليزية)
- إيمرسون لويز فيرمينو على موقع بيانات كرة القدم. دي إي (الألمانية)
- إيمرسون لويز فيرمينو على موقع عالم كرة القدم.نت (الإنجليزية)